# 角屋本源氏物語
角屋本源氏物語（すみやほんげんじものがたり）とは、源氏物語の写本の一つ。「角屋」に伝来した写本であり、現在は角屋保存会の所蔵であるためこのように呼ばれる。

## 概要
京都府京都市下京区にあった島原花街の揚屋であった「角屋」で発見され2008年（平成20年）3月10日マスコミ発表が行われた。現在は財団法人角屋保存会の所蔵品の一つとして「角屋もてなしの文化美術館」において管理・展示されている。鎌倉時代の古写本であり、現在は「末摘花」1帖だけの零本である。若干の脱落や錯簡を含んでいる。本文系統は青表紙本でも河内本でもない別本と言いうるものであり、鎌倉時代書写の別本を持つ末摘花巻の写本は、これまで陽明文庫本と御物本しか確認されていなかったため大変重要なものであると言うことが出来る。本文は別本として代表的な写本である陽明文庫本と近似するものであり、両者にはどちらかの写本からどちらかの写本が書写されたなどの直接の継承関係は無いと思われるが、かなり近い関係にはあるとみられる。

## 影印・翻刻
- 加藤洋介「角屋保存会蔵　源氏物語末摘花巻　―解題と影印・翻刻―」『角屋研究』第18号、2009年（平成21年）2月25日、pp. 15-60。